# Megachile ambigua
Megachile ambigua är en biart som först beskrevs av Pasteels 1965.  Megachile ambigua ingår i släktet tapetserarbin, och familjen buksamlarbin. Inga underarter finns listade i Catalogue of Life.